# Yasmina Adi
Yasmina Adi est une documentariste française née en 1975 à Saint-Martin-d'Hères, dans la banlieue de Grenoble.
Elle est la réalisatrice de deux documentaires sur l'Algérie.

## Biographie
Yasmina Adi est née à Saint-Martin-d'Hères de parents d'origine algérienne.
Elle travaille comme attachée de presse avant de devenir en 1997, assistante de réalisation.
Son premier film, L'autre 8 mai 1945 - Aux origines de la guerre d'Algérie, est récompensé du Prix des Étoiles de la Société civile des auteurs multimédia (Scam) 2009, et diffusé sur des chaînes de télévisions françaises et internationales. Il est tourné dans sa région natale, parle des répressions coloniales de l'armée française,,.
Son deuxième film Ici on noie les Algériens - 17 octobre 1961 est sélectionné et reçoit des prix dans de nombreux festivals internationaux, notamment le Festival international du grand reportage d'actualité et du documentaire de société 2012,, ainsi que celui de Dubaï. 
Ce documentaire parle de la manifestation sanglante du Front de libération nationale (Algérie) (FLN) : pour le cinquantième anniversaire, la cinéaste met en lumière une vérité encore taboue,,,,,.

## Filmographie

### Documentaires
- 2008 : L'autre 8 mai 1945 - Aux origines de la guerre d'Algérie[15],[16].
- 2011 : Ici on noie les Algériens - 17 octobre 1961[15],[10].

## Distinctions
- 2008 : 13ème Édition du Prix International du Documentaire et du Reportage Méditerranéen, catégorie Mémoire de la Méditerranée, Turin du 14 au 20 juin 2008 pour L'autre 8 mai 1945 - Aux origines de la guerre d'Algérie[2].
- 2009 : Prix des Étoiles de la Scam pour L'autre 8 mai 1945 - Aux origines de la guerre d'Algérie[17].
- 2011 : Deuxième prix du documentaire arabe au Festival de Dubaï pour Ici on noie les Algériens[8].
- 2012 : Nomination au César du meilleur documentaire pour Ici on noie les Algériens[18].
- 2012 : Prix Terre(s) d'Histoire du Festival international du grand reportage d'actualité et du documentaire de société 2012 pour Ici on noie les Algériens[7],[6].